# Genie Francis
Eugenie Ann 'Genie' Francis  (Englewood (New Jersey), 26 mei 1962) is een Amerikaans actrice.
Ze is gehuwd met acteur/regisseur Jonathan Frakes en samen hebben ze twee kinderen. Francis begon haar carrière in de soap General Hospital, gevolgd door North and South in de rol van Brett Hazzard, waar ze bevriend raakte met coacteurs James Read en Wendy Kilbourne, gastoptredens in Family, Murder, She Wrote, All My Children, Roswell, Days of Our Lives en Lois & Clark: The New Adventures of Superman. In 2007 speelde ze ook een hoofdrol in de televisiefilm The Note.
- International Standard Name Identifier: 0000 0000 4656 8188
- Library of Congress Control Number: no2008155799
- Virtual International Authority File: 44123679
- WorldCat: E39PBJdRrMcR38FKkCbVkf6HYP